# Ecatepec de Morelos
Ecatepec (Ehecatepec in lingua nahuatl) è un comune dello Stato del Messico.
È il comune più popoloso dello Stato. Ecatepec è un centro industriale commerciale e di servizi molto importante nello Stato. È sede vescovile.